# Doni (bateau)
Pour les articles homonymes, voir Doni.

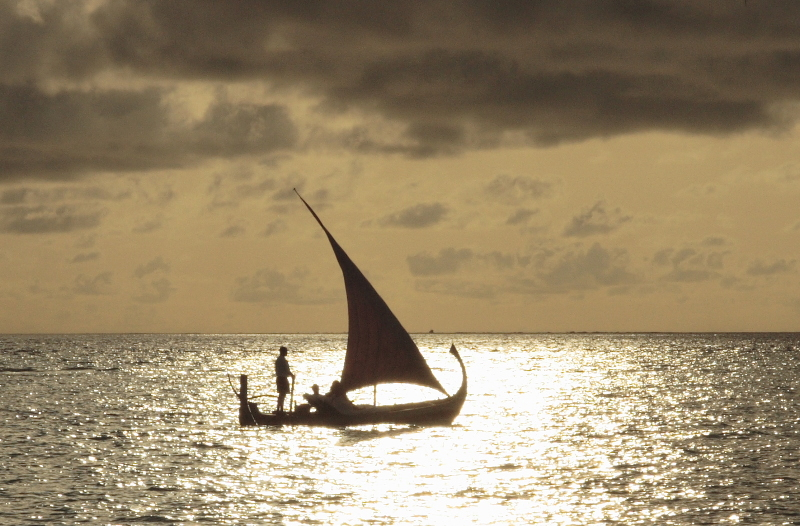
Un dhoni à voile latine.

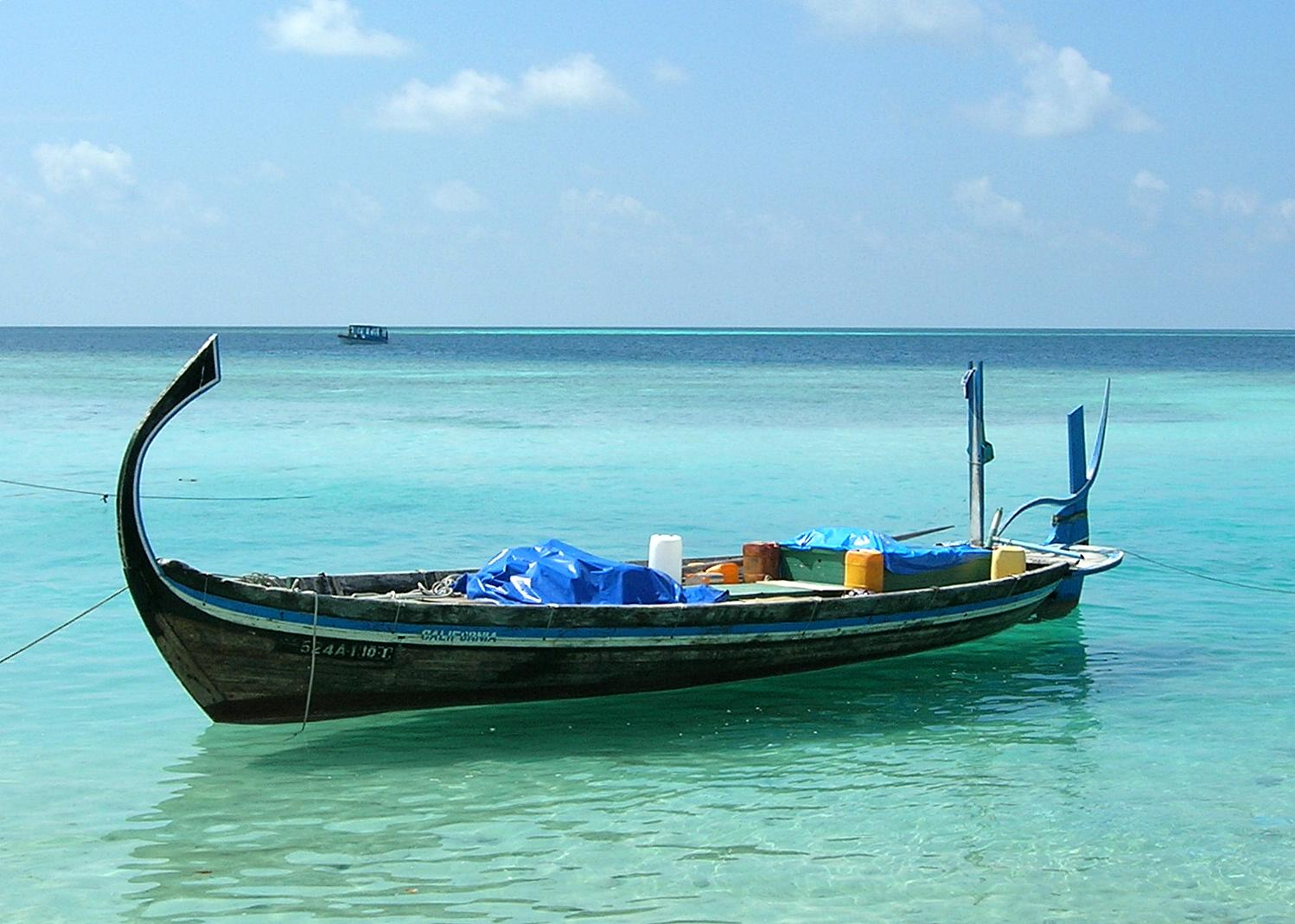
Un dhoni sans voile.

Un doni ou dhoni (en divehi : ދޯނި, dhoani) est un type de bateau polyvalent à voile latine ou à moteur, plus grand qu'un bokkura rencontré en Inde, aux Maldives et au Sri Lanka. Il mesure de 6 à 12 m, pour une capacité de 4 à 12 personnes.

## Origine
Le dhoni traditionnel est l’un des plus anciens navires de mer connus aux Maldives. Le terme provient du kannada / télougou Doni, très proche de dōnī signifiant "yacht" en persan. Le mot tamoul, kannada et konkani désignant un petit bateau est doni et le mot malayalam désignant un petit bateau est tuoni. La forme du navire évoque une parenté avec le boutre traditionnel arabe, aussi appelé dhow, cette similitude évoque des échanges entre Arabes et les peuples d'Asie (les Konkanis à Goa et d'autres villes portuaires de Konkan et de la côte sud-ouest de l'Inde).

## Description
Les dhonis mesure entre 6 et 12 m, chacun pouvant transporter de 4 à 12 personnes. Il se caractérise par une proue terminé pointu recourbé vers l'arrière caractéristique. La coque est très évasée en son centre et lorsque le bateau est mû par le vent, un mât porte une voile latine.

## Construction

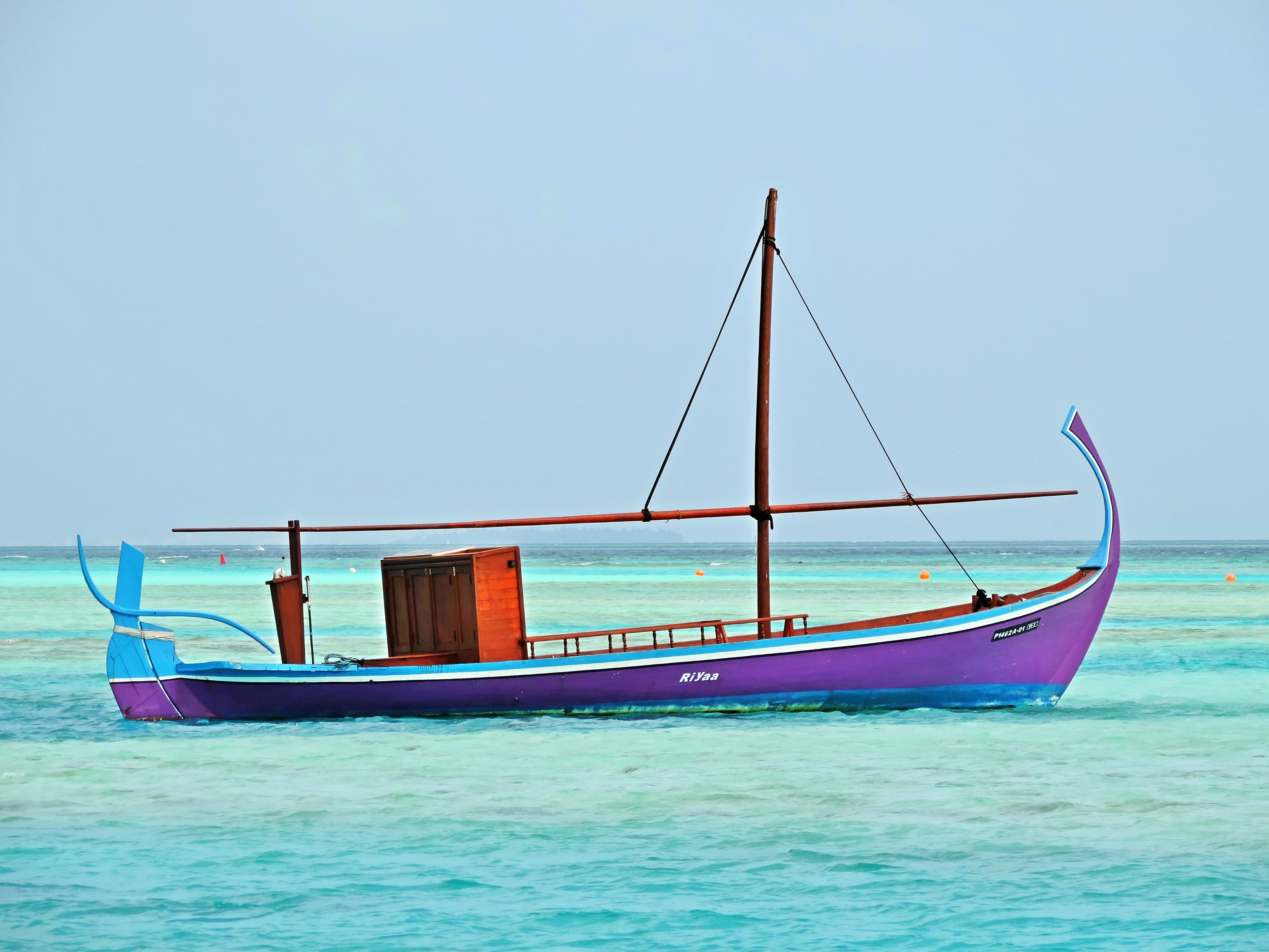
Un doni aux Maldives

Les dhonis étaient traditionnellement fabriqués à la main, avec du bois de cocotier d'abord puis d'autres bois importés d'Asie continentale. Les dhonis étaient construits sans plans, le maître charpentier donnant des instructions directement aux menuisiers. Le site principal pour la construction des dhonis se trouve à Alifushi, dans l'atoll de Raa. La construction de dhoni est un artisanat traditionnel aux Maldives, et les jeunes apprentis sont formés par des artisans qualifiés. Les bateaux fabriqués à partir de bois prennent 60 jours à construire.
Toutefois la plupart des dhonis contemporains sont souvent construits en fibre de verre.

## Usage
Leur utilisation au sein de ce pays multi-insulaire est très importante. Le dhoni à voile était utilisé traditionnellement par les pêcheurs maldiviens, avant l'arrivée des moteurs qui ont massivement équipé ce type de bateau. Les îles des Maldives possèdent une vaste flotte de navires de pêche construits dans le pays. La quasi-totalité d’entre elles sont des variantes du dhoni.
Grâce à un prêt de 3,2 millions de dollars US de l’Association internationale de développement (IDA), la plupart des bateaux ont été mécanisés au cours des années 1980. L’ajout des moteurs a ajouté des coûts de carburant aux frais d’exploitation, mais il a permis de doubler les prises de pêche entre 1982 et 1985. De plus, les prises de 1992 (82 000 tonnes) ont battu un record; par exemple, en 1987, les prises s'élevaient à 56 900 tonnes.
En 1995, il y avait 1674 navires de pêche enregistrés aux Maldives. Parmi ceux-ci, 1455 étaient motorisés, 214 à voile et 5 étaient à rames.
Actuellement, les dhonis équipés de moteurs diesel sont largement utilisés sur les îles de villégiature pour la plongée sous-marine, leur faible franc-bord étant idéal pour cette activité.

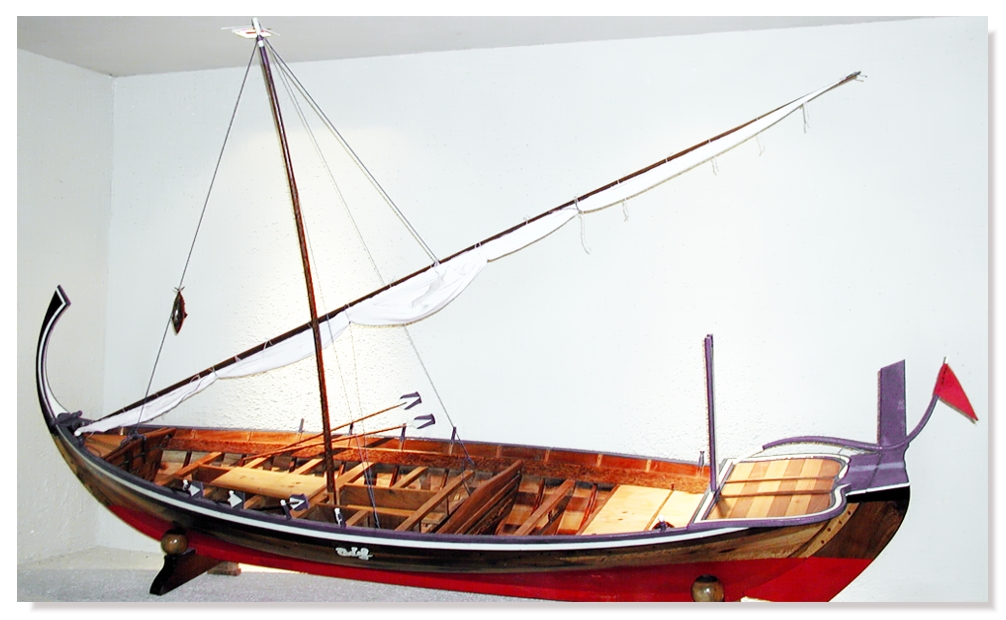
Un dhoni est un navire de pêche traditionnel aux Maldives.

## Les Dhônis décrits parFrançois Edmond PârisauXIXesiècle
Les dhônis furent décrits par François Edmond Pâris dans son Essai sur la construction navales des peuples extra européens en 1841. Il mêle dans ses écrits description technique de ces embarcations et approche anthropologique de leur contexte d’origine, adoptant un regard européen parfois moralisateur.
  Il cite en particulier les dhônis comme les caboteurs les plus utilisés de la côte de Coromandel et du Sri Lanka. Il note leur grande variété : « leurs dimensions et leurs formes varient selon les endroits où ils sont construits. Quelques-uns sont membrés, bordés et cloués; d’autres sont seulement cousus; plusieurs sont pontés où n’ont que des toits courbes » . Il fournit des renseignements précis et mesurés sur les caractéristiques formelles de ces embarcations, en faisant le lien avec des observations menées sur place. Il désigne par exemple le fond plat des dhônis comme cause de leur instabilité, en évoquant la vision d'un équipage en manœuvre : « Les fonds sont très plats, et le tirant d’eau n’est que de 1m,25 quand le bâtiment est léger, de 2m70 lorsqu’il est chargé, et c’est sans doute à cela qu’il faut attribuer leur manque de stabilité. Nous en vîmes un entrant à Trinquemale avec une brise très fraiche, qui cherchait à se maintenir en plaçant en travers sur le toit sa petite pirogue, qui, poussée en dehors du côté du vent, portrait à son extrémité tout son équipage pour contre-balancer l’effort de la voile: la nécessité de recourir à un pareil moyen montre assez combien ces bateaux naviguent mal. Ils traversent le golfe de Manar, et font le cabotage de l’île de Ceylan et de la côte de Coromandel jusqu’à Madras. ».
Son discourt se teinte également de jugement critique lorsqu’il évoque le « désordre qui règne dans leur construction”». Il souligne l'irrégularité des différents composants et de leur assemblage: “Les membres sont inégaux et souvent très gros; les parties dont ils se composent ne sont quelquefois par en contact, et c’est alors le bordage qui les réunit; il est un peu moins négligé que le reste, car il faut absolument qu’il empêche l’eau d’entrer, mais il n’a rien d’uniforme; les coutures, quelquefois de plus d’un centimètre de large sont bourrées avec de la filasse de coco." Face à ces constats, il s'interroge sur leur prétendue durabilité: "Lorsque les navires sont neufs, leurs imperfections sont moins sensibles ; mais ensuite, on les répare avec si peu d’ordre, que l’on ne sait comment le tout peut rester lié, et cependant, ils durent, dit-on, près d’un siècle”. De manière plus générale, il porte un jugement sévère sur les bateaux de transport observés sur cette côte.
La description apportée par François Edmond Pâris reste néanmoins un témoignage précis, où il détaille par exemple les différences entre les dhônis observés sur la côte de Coromandel et les dhônis observés sur la côte de Ceylan, dotés d'un balancier. Il admire notamment la qualité des coutures de ces derniers.
Ces textes sont accompagnés de plans et de représentations, qui servirent par la suite de référence pour la réalisation de maquettes, aujourd’hui conservées au Musée de la Marine. La méthode d’observation et de restitution qu’il a développé lui permet d’être considéré aujourd’hui par certains auteurs comme le père de l’ethnographie nautique,.